# Sân bay Braunschweig-Wolfsburg
Sân bay Braunschweig là một sân bay ở Braunschweig, Đức (IATA: BWE, ICAO: EDVE).
Sân bay Braunschweig-Wolfsburg nằm gần Braunschweig giữa Osnabrück và Magdeburg trên tuyến đường Amsterdam-Berlin. Đường băng dài 1680 m và rộng 30 m. Braunschweig-Wolfsburg được sử dụng cho các chuyến bay không thường lệ và bay khảo sát thời tiết.

## Các hãng hàng không và tuyến bay
| Hãng hàng không | Các điểm đến                   |
| --------------- | ------------------------------ |
| Czech Airlines  | Praha [thuê bao]               |
| Private Wings   | Ingolstadt-Manching [thuê bao] |